# Carlos de Tarento
Carlos de Tarento (1296 - 29 de agosto de 1315) fue el hijo mayor de Felipe de Anjou, príncipe de Tarento y emperador titular de Constantinopla, y su primera esposa, Tamar Angelina Comnena, hija del déspota de Epiro, Nicéforo I Comneno Ducas.
El padre de Carlos, Felipe, fue investido con el principado de Acaya en el sur de Grecia en 1307. Sin embargo, existía una demanda rival del principado en la persona de Matilde de Henao, la esposa de Guido II de la Roche, duque de Atenas. Guido fue nombrado bailío de Felipe en Acaya, pero murió en 1308 y sin dejar descendencia. En 1309, su viuda, de quince años, estaba comprometida con Carlos, de doce años, en un intento de conciliar las reclamaciones de Acaya. La ceremonia tuvo lugar en Tebas el 2 de abril, en presencia del arzobispo latino de Atenas, los bailíos angevinos y la nobleza reunida de Acaya y el ducado de Atenas.
El compromiso se disolvió en 1313, y Matilde se casó con Luis de Borgoña, como parte de un complejo pacto matrimonial en el que Matilde recibió Acaya (aunque Felipe conservó los derechos de soberanía sobre el principado, que tenía desde 1294). Como parte de una serie de matrimonios y pactos ese año, Felipe hizo un segundo matrimonio con Catalina de Valois, la emperatriz titular latina  (que había estado prometida al hermano de Luis, Hugo V de Borgoña), mientras que Carlos estaba comprometido con la hermana de su nueva madrastra, Juana de Valois en compensación por la ruptura de su compromiso anterior.
Como el primero, este compromiso nunca fue consumado. En 1315, Felipe fue al norte al mando de las tropas napolitanas para ayudar a los güelfos florentinos, sitiados en Montecatini por los gibelinos pisanos bajo el mando de Uguccione della Faggiola. Carlos de Tarento y el hermano menor de Felipe, Pedro de Gravina lo acompañaron. A pesar de los éxitos iniciales, Felipe cayó enfermo de fiebre y fue derrotado por Uguccione en la batalla de Montecatini. Carlos fue asesinado en el campo, y su tío también; el enfermo Felipe escapó.
El cuerpo de Carlos fue encontrado cerca del hijo de Uguccione, Francesco; sus contemporáneos asumieron que se habían matado el uno al otro. Rainieri della Gherardesca había jurado no ser nombrado caballero hasta que se vengara de los angevinos por la muerte de su padre, quien fue ejecutado por Carlos I de Anjou con Conradino en 1268. Ahora aceptó el espaldarazo con un pie sobre el cadáver de Carlos de Taranto. Bartolomé de Lucca ayudó a organizar la recuperación del cuerpo de Carlos de los pisanos después de la batalla. Remigio dei Girolami, un partidario dominicano del tío de Carlos, Roberto, rey de Nápoles, predicó un sermón sobre la muerte de Carlos.